# Amischotolype
Amischotolype Hassk.  é um género botânico pertencente à família Commelinaceae.

## Sinonímia
- Amischotolpe, Forrestia.

## Espécies
- Amischotolype glabrata
- Amischotolype gracilis
- Amischotolype griffithii
- Amischotolype hispida
- Amischotolype hookei
- Lista completa